# Deutsche Basketballnationalmannschaft
Die deutsche Basketballnationalmannschaft der Herren ist eine vom Bundestrainer getroffene Auswahl deutscher Basketballspieler. Sie vertritt den Deutschen Basketball Bund (DBB) auf internationaler Ebene, zum Beispiel in Freundschaftsspielen gegen die Auswahlmannschaften anderer nationaler Verbände, aber auch bei Europa- und Weltmeisterschaften sowie bei den Basketballwettbewerben der Olympischen Spiele.
Das erste Länderspiel mit deutscher Beteiligung fand am 7. August 1936 im Rahmen des I. olympischen Basketballturniers in Berlin gegen die Schweiz statt. Am 1. August 2016 bestritt die deutsche Basketballnationalmannschaft in Helsinki gegen Finnland das 1000. Länderspiel ihrer Geschichte.
Die größten Erfolge sind der Gewinn der Weltmeisterschaft 2023 auf den Philippinen, Japan und in Indonesien sowie der Gewinn der Europameisterschaft 1993 im eigenen Land. Ferner belegte man bei der Weltmeisterschaft 2002 in den Vereinigten Staaten den dritten Platz, gewann bei der Europameisterschaft 2005 in Serbien und Montenegro die Silbermedaille und bei der Europameisterschaft 2022 die Bronzemedaille. Die bislang beste Olympiaplatzierung erreichte man bei den Sommerspielen 2024 in Paris mit dem vierten Platz.

## Geschichte

### Anfänge im Dritten Reich (1936 bis 1942)
Eine erste nationale Basketballauswahl wirkte bei den VI. Akademischen Weltspielen 1935 in Budapest mit. Diese studentische Auswahl bestand jedoch hauptsächlich aus Handballern und hatte kaum etwas mit den Auswahlmannschaften der folgenden Jahre zu tun. Vor den Augen des Reichssportführers Hans von Tschammer und Osten verlor man drei von vier Spielen, was den dritten Turnierplatz ergab.
Der tatsächliche Startschuss einer deutschen Basketballnationalmannschaft war die 1934 getroffene Entscheidung, dass Basketball im Programm der in Berlin ausgetragenen Olympischen Spielen 1936 stehen würde. Hugo Murero, der bereits seit 1932 an verschiedenen Standorten vornehmlich Soldaten aus Heer und Luftwaffe trainierte, wurde zum ersten Reichstrainer und Verantwortlichen der Olympiavorbereitungen ernannt. Bis kurz vor dem Turnierstart war jedoch unklar, ob eine deutsche Mannschaft überhaupt antreten werde, da die sportpolitische Führung eine herbe Niederlage mit Prestigeeinbußen befürchtete. Aus diesem Grund war eine geordnete Vorbereitung nicht möglich. Murero führte trotzdem mehrere Auswahlmannschaften, die sich wegen des fehlenden organisierten Spielbetriebs auf Vereinsebene nahezu ausschließlich aus Soldaten rekrutierten, in mehreren Vorbereitungsturnieren zu durchwachsenen Ergebnissen. Erst einen Monat vor Beginn der Sommerspiele wurden die Olympiakandidaten endgültig gesichtet. Nachdem Testspiele gegen bereits vor Ort gewesene Mannschaften (u. a. mit dem späteren Olympiasieger USA) verloren worden waren, zog die Reichssportführung die Olympiameldung zurück. Aus nicht bekannten Gründen wurde die deutsche Mannschaft jedoch noch nachgemeldet und trat schließlich doch an. Die deutsche Mannschaft verlor drei Gruppenspiele. Das vierte wurde kampflos gewonnen, weil Spanien auf Grund des Spanischen Bürgerkriegs nicht angetreten war. Deutschland schied schon in der Vorrunde aus und belegte in der Endwertung den 15. Platz.
Auch die folgenden Jahre waren für die deutschen Basketballer wenig erfolgreich. Als einen Hauptgrund machten die damaligen Spieler und Verantwortlichen einen Machtkampf zwischen Trainer Murero und dem Mannschaftsführer Hermann Niebuhr, dem „Vater des deutschen Basketballs“, aus. Auch das Missverhältnis zwischen soldatischen und zivilen Spielern wurde bemängelt. Obwohl der zivile Spielbetrieb und die allgemeine Organisation des deutschen Basketballs weit voranschritten, machten Nicht-Soldaten bis 1942 nur einen geringen Teil der Spieler aus. Nach mehreren teils verheerenden Niederlagen in Testspielen entschied die politische Führung, dass keine deutsche Basketballauswahl an der Basketball-Europameisterschaft 1939 teilnehmen werde. Trotzdem war das erklärte Ziel, bei den Olympischen Sommerspielen 1940 anzutreten und gut abzuschneiden, auch wenn unklar war, ob Basketball überhaupt zum olympischen Programm gehören werde. Der Ausbruch des Zweiten Weltkriegs unterbrach schließlich die Bemühungen der Nationalmannschaft, und am 17. Januar 1942 kam es in Budapest zum vorerst letzten Länderspiel einer deutschen Auswahl. Das Spiel gegen Ungarn wurde mit 35:32 gewonnen. Bis 1942 wurden 19 Länderspiele bestritten, von denen vier gewonnen wurden. Der kampflose Sieg über Spanien bei den Olympischen Spielen sowie nicht näher dokumentierte Vorbereitungsspiele für das Turnier zählen nicht in diese Statistik. Rekordnationalspieler dieser Zeit war Emil Göing, der in 18 der 19 Spielen mitwirkte.

### Erste sportliche Olympiaqualifikation im geteilten Nachkriegsdeutschland (1951 bis 1987)
Erst 1951 trat eine Basketballauswahl der Bundesrepublik in Länderspielen an. Bei der 7. Basketball-Europameisterschaft belegte man aber lediglich den zwölften Platz. Obwohl es seit 1951 auch eine Basketballnationalmannschaft der DDR gab, trat man bei der Europameisterschaft 1953 mit einer gesamtdeutschen Mannschaft an. Die Auswahl, bestehend aus acht west- und vier ostdeutschen Spielern, war jedoch wenig erfolgreich und belegte nur den 14. Platz. Im Allgemeinen war die westdeutsche Auswahl der ostdeutschen unterlegen. Von sechs Duellen gewann die DDR fünf. Der einzige Sieg (76:72) gelang der BRD-Auswahl 1973 bei der Challenge-Runde, einer Art B-Europameisterschaft der Europameisterschaft 1973, vier Jahre nach dem Leistungssportbeschluss, der faktisch das Ende des Basketballs als Wettkampfsport in der DDR bedeutete.
Bei den Olympischen Spielen 1972 in München war man als Gastgeber automatisch qualifiziert. Neben vier Vorrundenniederlagen reichte es nach Siegen über die philippinische und die senegalesische Olympiaauswahl auch zu einem Sieg über Polen. In den Platzierungsspielen verlor man jeweils mit einem Punkt achtbar gegen Australien und Spanien und belegte am Ende den zwölften Platz. Obwohl man sich 1980 erstmals sportlich für die Olympischen Spiele qualifizierte, schloss man sich dem Olympiaboykott der USA an und trat nicht an.
Nach einem achten Platz bei der EM 1983 wurde der deutschstämmige israelische Nationaltrainer Ralph Klein deutscher Nationaltrainer und führte die Nationalmannschaft nach dem Olympiaboykott der Warschauer-Pakt-Staaten (bis auf Rumänien) und befreundeter Nationen erstmals auch nach sportlicher Qualifikation zu einem Olympiaturnier. Dort reichte es für die Mannschaft um die seinerzeit für Hochschulmannschaften in den Vereinigten Staaten spielenden und zukünftigen NBA-Profis Detlef Schrempf, Uwe Blab und Christian Welp in fünf Vorrundenspielen zu zwei Siegen über unter anderem Brasilien und zum Einzug ins Viertelfinale. Dort unterlag man mit nur elf Punkten Unterschied dem Gastgeber USA, zu deren ausschließlich aus Studenten bestehenden Auswahl mit Michael Jordan, Patrick Ewing und Chris Mullin drei Spieler zählten, die acht Jahre später als NBA-Profis auch dem „Dream Team“ bei den Olympischen Spielen 1992 in Barcelona angehörten. Nach zwei Niederlagen in Platzierungsspielen belegte man am Ende den achten Platz. Bei der folgenden EM-Endrunde 1985 im eigenen Land wurde man als Gastgeber sogar Fünfter. Nach der Viertelfinalniederlage gegen Spanien besiegten die Deutschen in den Platzierungsspielen die damals erneut enttäuschende jugoslawische Basketballnationalmannschaft sowie Frankreich. Bei der ersten Teilnahme Deutschlands an einer Weltmeisterschaft im Jahr 1986 schied Deutschland jedoch ohne Schrempf und Blab, die mittlerweile NBA-Profis waren, schon in der Vorrunde aufgrund des schlechteren direkten Vergleichs beim Korbverhältnis aus. 1987 reichte es bei der EM-Endrunde in Athen für den sechsten Platz.

### Europameisterschaftstriumph unter Trainer Pešić (1987 bis 1993)
Nach dem Rücktritt von Bundestrainer Klein übernahm Svetislav Pešić 1987 das Amt. Pešić war zuvor als Trainer einer besonders talentierten jugoslawischen Juniorenauswahl um Toni Kukoč, Vlade Divac und Dino Rađa tätig gewesen, die die U19-Weltmeisterschaft im selben Jahr gewonnen hatte. Bei diesem geschichtsträchtigen Erfolg wurde erstmals eine Auswahl der Vereinigten Staaten unter den gleichen Bedingungen bezwungen, da die Herrennationalmannschaft der USA nur mit College-Spielern im Alter von höchstens 23 Jahren antrat. Nach einer verpassten Olympiateilnahme für die Spiele 1988 stellten sich für Pešić als Bundestrainer erste Erfolge nach der erfolgreichen Olympiaqualifikation vier Jahre später ein. Mit NBA-Profi Schrempf und dem aus der NBA in die deutsche Bundesliga zurückgekehrten Christian Welp wurde bei den Olympischen Spielen 1992 in Barcelona ein siebter Platz erreicht.
Bei der folgenden EM-Endrunde 1993 erneut im eigenen Land gelang der deutschen Mannschaft ohne NBA-All-Star Schrempf ihr bis dahin größter Erfolg. Sie profitierte dabei vom Auseinanderbrechen der dominierenden europäischen Basketballnationen Sowjetunion und Jugoslawien, deren Nationalmannschaften zuvor seit 1947 zusammen genommen 19 von 23 Europameisterschaften gewonnen hatten und als einzige europäische Nationen bereits Basketball-Weltmeister geworden waren. Während die „rest“-jugoslawische Nationalmannschaft aus Serbien und Montenegro wegen der Jugoslawienkriege vom Turnier ausgeschlossen worden war, verteilten sich die zuvor führenden Nationalmannschaften auf die neuen Teilnehmermannschaften Russland, Litauen, Estland, Lettland, Kroatien, Slowenien sowie Bosnien und Herzegowina. Nach drei Siegen und drei Niederlagen in der Vor- und Zwischenrunde bezwang die deutsche Mannschaft Spanien in der Verlängerung des Viertelfinales knapp mit 79:76. Welp sicherte im Halbfinale mit einem erfolgreichen Fernwurf in letzter Sekunde einen 76:73-Sieg gegen Griechenland, das 1987 im eigenen Land noch Europameister geworden war. Im Endspiel gegen Russland, das in der Olympiahalle München ausgetragen wurde, glich Christian Welp im letzten deutschen Angriff nach Pass von Kai Nürnberger zuerst zum 70:70 aus, um 3,9 Sekunden vor Ablauf der Zeit einen Freiwurf zum 71:70-Endstand zu verwandeln. Mannschaftskapitän Hansi Gnad, der später lange Zeit Rekordnationalspieler war, reckte für die Nationalmannschaft erstmals einen Siegerpokal bei einem offiziellen Endrundenturnier in die Höhe. Und Welp wurde der Titel Most Valuable Player (MVP) des EM-Turniers verliehen. Die deutsche Mannschaft wurde von den deutschen Sportjournalisten zur „Mannschaft des Jahres“ gewählt. Anschließend trat Pešić von seinem Amt als Nationaltrainer zugunsten einer Tätigkeit als Vereinstrainer von Alba Berlin zurück. Die Berliner führte er 1995 zum ersten europäischen Pokalgewinn einer deutschen Vereinsmannschaft und ab 1996 zu fünf aufeinanderfolgenden deutschen Meisterschaften.

### Aus sportlichem Loch zur ersten WM-Medaille (1993 bis 2003)
Pešićs serbischer Landsmann und Nachfolger als Bundestrainer Vladislav Lučić blieb in seiner Zeit mit der Nationalmannschaft von 1994 bis 1997 glücklos. Sein finnischer Nachfolger Henrik Dettmann profitierte anschließend vom Heranreifen eines Ausnahmespielers, der zum bis heute besten und erfolgreichsten deutschen Basketballspieler wurde: Dirk Nowitzki, der 1998 mit 19 Jahren als einer der bis dahin wenigen europäischen Spieler ohne nennenswerte Erfahrung im Herren- oder College-Basketball von den Milwaukee Bucks beim Draftverfahren der NBA ausgewählt und daraufhin an die Dallas Mavericks abgegeben worden war, sollte sich nicht nur zum prägenden und bedeutendsten Spieler seines NBA-Vereins entwickeln, sondern auch die deutsche Nationalmannschaft zu neuen Erfolgen führen. Symbolhaft für die Wachablösung im deutschen Basketball hatte Nowitzki seinen ersten NBA-Einsatz gegen die Mannschaft von Detlef Schrempf, der zuvor als erster in Deutschland aufgewachsener Spieler den Sprung in die Liga geschafft hatte. Als Gesicht und Leistungsträger der Texaner weckte er mit seinen Erfolgen in Verein und Nationalmannschaft neue Begeisterung für den Basketball in Deutschland und die deutsche Nationalmannschaft.
Nachdem in den 1980er Jahren bereits der deutschstämmige Kanadier Mike Jackel, der in der Basketball-Bundesliga auf Korbjagd ging und 1993 bei seinem letzten Nationalmannschaftsturnier ebenfalls Europameister geworden war, eingebürgert worden war, erhielt mit dem in Deutschland geborenen Shawn Bradley erstmals ein NBA-Spieler und Mannschaftskamerad von Nowitzki bei den Mavericks die deutsche Staatsbürgerschaft. Bei Bradleys einziger Teilnahme bei einer Endrunde mit der deutschen Nationalmannschaft 2001 waren die Deutschen im Halbfinale der EM-Endrunde gegen Gastgeber Türkei nur eine Sekunde vom Einzug ins Finale entfernt, als die türkische Mannschaft mit einem „Buzzer Beater“ das Spiel in die Verlängerung brachte. Die Türkei gewann und die demoralisierten Deutschen verloren mit EM-Endrunden-Topscorer Nowitzki zudem das kleine Finale und landeten auf dem unglücklichen vierten Platz.
2002 machte Deutschland bei der Weltmeisterschaft in Indianapolis auf sich aufmerksam. Von Nowitzkis Spiel beflügelt schied die deutsche Auswahl erst im Halbfinale gegen den Favoriten Argentinien, der zuvor in der Vorrunde nicht nur Deutschland, sondern auch den uninspirierten Gastgeber USA geschlagen hatte, mit 80:86 aus. Im Spiel um den dritten Platz bezwangen konnten die Deutschen Neuseeland mit 117:97 und gewannen mit der Bronzemedaille die erste Medaille bei einer Weltmeisterschaft. Dirk Nowitzki wurde zum wertvollsten Spieler des Turniers gewählt. Ein Jahr später bei der Europameisterschaft 2003 erlitt die Mannschaft jedoch einen Rückschlag und verpasste die Qualifikation für die Olympischen Spiele 2004 durch eine 84:86-Niederlage in der Zwischenrunde gegen Italien.

### Abschluss der Ära Nowitzki unter Trainer Bauermann (2003 bis 2011)
Nach der verpassten Olympiaqualifikation wurde Dirk Bauermann neuer Bundestrainer, der die Nationalmannschaft bereits interimsweise 1994 kurzzeitig geführt hatte. Der ehemalige Leverkusener Meistertrainer und damalige Bamberger Vereinstrainer brachte der Mannschaft neuen Schwung, und ein glänzend aufgelegter Dirk Nowitzki führte die Auswahl als bester Korbschütze ins Endspiel der EM 2005, das jedoch gegen Griechenland deutlich mit 62:78 verloren ging. Nowitzki wurde als bester Werfer jedoch erneut zum MVP gekürt und der Silbermedaillengewinner bekam wie 1993 den Titel „Beste Mannschaft des Jahres“ von der Presse verliehen. Bei der Basketball-Weltmeisterschaft 2006 in Japan gewann Deutschland mit Ausnahme des Spiels gegen den späteren Turniersieger Spanien alle Gruppenspiele. In der K.-o.-Phase trafen die Deutschen in einem ausgeglichenen Spiel zuerst auf eine überraschend wettbewerbsfähige nigerianische Mannschaft und gewannen am Ende knapp mit 78:77. Im Viertelfinale gegen den Favoriten Vereinigte Staaten hielt die deutsche Mannschaft über zwei Viertel mit und lag nur mit einem Punkt zurück. Danach drehten die US-Amerikaner allerdings auf, das Spiel endete aus deutscher Sicht 65:85. In den Platzierungsspielen gab es dann zwei Niederlagen gegen Frankreich und Litauen und man landete auf dem achten Platz.
Bei der EM-Endrunde 2007 erreichte Deutschland in der Vorrundengruppe nach nur einer Niederlage gegen den Mitfavoriten Litauen den Einzug in die Zwischenrunde. Dort reichte es nach nur einem Sieg über Italien gerade noch für den Einzug ins Viertelfinale. In der Runde der besten acht Mannschaften hatten die Deutschen gegen Weltmeister und Gastgeber Spanien keine Chance und verloren haushoch mit 55:83. In den Platzierungsspielen reichte es diesmal für die deutsche Mannschaft nach zwei Siegen zu einem fünften Platz. Damit hatte die Nationalmannschaft die Teilnahme an einem Ausscheidungsturnier für die Olympischen Spiele 2008 sicher. Vor der Olympiaqualifikation vereinbarten der DBB und die Betriebsgesellschaft der Basketball-Bundesliga eine Ämtertrennung von Nationaltrainer und Erstliga-Vereinstrainer, sodass Trainer Bauermann seine Tätigkeit als Vereinstrainer nach Saisonende zunächst aufgab. Im letzten Ausscheidungsspiel der Olympiaqualifikation 2008 um den dritten Platz des Qualifikationsturniers gewann die deutsche Nationalmannschaft 96:82 gegen Puerto Rico und schaffte damit als letzte Mannschaft den Sprung ins Teilnehmerfeld der Olympischen Spiele. Damit erfüllten sich Nowitzki und sein eingebürgerter NBA-Kollege Chris Kaman den Traum von einer Olympiateilnahme. Bei den Spielen in Peking wurde Nowitzki als erstem deutschen Basketballspieler die Ehre zuteil, die deutsche Olympiadelegation bei der Eröffnungsfeier als Fahnenträger anzuführen. Im Olympiaturnier 2008 erlitt die Nationalmannschaft nach einem Auftaktsieg über die Angola drei Niederlagen gegen Griechenland, Spanien und Gastgeber China sowie die höchsten Turnierniederlage überhaupt mit 57:106 gegen Titelverteidiger USA. Damit schied man bereits nach der Vorrunde aus.
Nach den Olympischen Spielen 2008 widmete sich Nowitzki nach der Erfüllung seines Olympiatraums zunächst vollständig seinen Aufgaben als Spieler der Dallas Mavericks und stand wie Chris Kaman der Nationalmannschaft bei der EM-Endrunde 2009 nicht zur Verfügung. Eine deutlich verjüngte Nationalmannschaft, deren Nachwuchsprobleme durch die Qualitäten von Nowitzki in den vergangenen Jahren überdeckt worden waren, hielt überraschend gut mit und erzielte in Polen achtbare Ergebnisse. Im letzten Zwischenrundenspiel gab es bei der knappen 68:70-Niederlage gegen Kroatien sogar noch Chancen auf das Erreichen des Viertelfinales. So blieb es jedoch bei nur einem Sieg aus sechs Spielen, was an sich nicht zur Teilnahme an der folgenden WM 2010 reichte. Der Weltverband FIBA besaß jedoch die Möglichkeit der Vergabe von „Wildcards“: Deutschland bekam eine dieser Qualifikations-„Freilose“, um mit dieser offensichtlich NBA-Star Nowitzki zu einer Teilnahme an der WM-Endrunde 2010 in der Türkei zu bewegen. Dieser sagte jedoch die Teilnahme ab und die Nationalmannschaft verpasste nach einem überraschenden Verlängerungssieg zum Auftakt über Vizeeuropameister Serbien nach einer enttäuschenden Niederlage gegen Afrikameister Angola die Qualifikation für die Zwischenrunde.
Bei der folgenden EM-Endrunde 2011 ging es nun um die Qualifikation für die Olympischen Spiele 2012. Nowitzki erreichte 2011 erstmals die NBA-Meisterschaft mit den Dallas Mavericks und wurde als bester Spieler der Finalserie ausgezeichnet. Später wurde er nicht nur nach 2005 erneut als Basketballer des Jahres des europäischen Basketballverbands FIBA ausgezeichnet, sondern auch als erster Basketballspieler Deutschlands Sportler des Jahres 2011. Beflügelt von dem Erfolg mit den Dallas Mavericks trat er erneut für die Nationalmannschaft an, um eine weitere Olympiateilnahme zu erreichen. Zusammen mit Chris Kaman stieß er nach der langen NBA-Saison jedoch verspätet zur EM-Vorbereitung der Nationalmannschaft. Angesichts der Olympiaqualifikation waren auch andere europäische Nationalmannschaften wie Spanien, Frankreich, Russland, Türkei und Gastgeber Litauen gespickt mit mehreren aktuellen oder früheren NBA-Profis. Nach einer durchwachsenen Vorrunde mit zwei Niederlagen in fünf Spielen traf man in der schweren Zwischenrundengruppe (bis auf Russland) auf alle diese Nationalmannschaften und es reichte für die wenig eingespielte Mannschaft mit einem formschwachen Nowitzki nur noch zu einem Sieg gegen die Türkei, was das Ausscheiden vor dem Viertelfinale und für die Olympiaqualifikation bedeutete. Nowitzki deutete anschließend seinen Abschied aus der Nationalmannschaft an. Bundestrainer Bauermann, der zuvor mit der Zweitligamannschaft von FC Bayern München den Bundesliga-Aufstieg erreicht hatte, trat zugunsten seines Amtes als Vereinstrainer von seinem als Nationaltrainer zurück.

### Neuaufbau und erste kleine Erfolge (2011 bis 2020)
Im Sommer 2012 musste sich die Nationalmannschaft statt bei den Olympischen Spielen um die Qualifikation für die EM-Endrunde 2013 bemühen. Für diese Aufgabe gewann der DBB erneut Svetislav Pešić als Nationaltrainer, der die Mannschaft ohne NBA-Spieler und ohne Niederlage erfolgreich durch die Qualifikation führte. Anschließend verlängerte er im Herbst seinen Vertrag jedoch nicht, sondern ersetzte auch bei Bayern München seinen Vorgänger Bauermann, der zuvor in der Saisonvorbereitung entlassen worden war, beziehungsweise dessen interimsweise amtierenden, vorherigen Assistenten Christopoulos. Als Nachfolger im Amt des Bundestrainers verpflichtete der DBB den langjährigen Jugend- und Juniorenauswahltrainer Frank Menz. Nach einer erfolglosen EM, bei der der Einzug in die Zwischenrunde und somit die Qualifikation für die Weltmeisterschaft 2014 verpasst wurde, die deutsche Mannschaft jedoch auch auf einige Spieler verzichten musste (u. a. Dirk Nowitzki), kehrte Menz in seine alte Funktion als DBB-Jugendtrainer zurück. Sein Nachfolger wurde Emir Mutapčić, der nur einen befristeten Vertrag für den Sommer 2014 erhielt, in der neben Testspielen auch die Qualifikation für die Europameisterschaft 2015 anstand. Hier waren Polen, Österreich und Luxemburg die deutschen Gegner. Die Gruppe schloss man als Zweitplatzierter hinter Polen ab, was zur Qualifikation an der Europameisterschaft ausreichte, da Deutschland drittbester Gruppenzweiter wurde.
Nachdem die Europameisterschaft 2015 dem ursprünglich geplanten Gastgeber, der Ukraine, wegen der dortigen Unruhen entzogen wurde, bewarb sich Deutschland um die Ausrichtung einer Vorrundengruppe, die in der Mercedes-Benz-Arena in Berlin stattfinden sollte. Dadurch erhoffte man sich erhöhte Chancen auf eine Rückkehr von Dirk Nowitzki, der sich in Hinblick auf die Olympischen Spiele 2016 in Rio de Janeiro eine solche immer offengehalten hatte. Im November 2014 wurde der vorherige Bamberger Trainer Chris Fleming als neuer Nationaltrainer vorgestellt, der im Hinblick auf eine mögliche Qualifikation für die Olympischen Spiele einen Vertrag bis 2016 erhielt. Im Juni 2015 wurde Nowitzkis Entschluss einer Rückkehr in die deutsche Nationalmannschaft bekannt, um an der Europameisterschaft teilzunehmen. Mit Nowitzki, Dennis Schröder und Tibor Pleiß standen somit drei NBA-Profis im deutschen Aufgebot. Bei der EM, die in verschiedenen Ländern stattfand, spielte die deutsche Mannschaft die Vorrunde in Berlin und schied nach vier, teilweise knappen Niederlagen und nur einem Sieg aus.
Zwei Jahre später traten die Deutschen bei der Europameisterschaft 2017 als jüngste Mannschaft des Turniers an und hinterließen einen guten Eindruck. Hinter Litauen belegte man in der in Tel Aviv ausgetragenen Vorrundengruppe B den zweiten Platz. Angeführt von Dennis Schröder, der im Durchschnitt 23,7 Punkte pro Turnispiel erzielte, bezwang man im Achtelfinale Frankreich mit 84:81. Im Viertelfinale schieden die Deutschen gegen Spanien aus. Anschließend gab Chris Fleming das Amt des Bundestrainers ab, sein Nachfolger wurde im September 2017 Henrik Rödl, der als Spieler 1993 mit Deutschland Europameister geworden war.
Bei der Weltmeisterschaft 2019 scheiterte die deutsche Mannschaft bereits in der ersten Runde (Gruppenphase).

### Rückkehr in die Weltspitze und WM-Titel (seit 2020)
2020 nahm die Nationalmannschaft in einem Qualifikationsturnier für die Olympischen Spiele in Tokio 2020 teil. Dort unterlag man im Viertelfinale Slowenien. 2021 wurde der Kanadier Gordon Herbert als Bundestrainer eingestellt. Herbert gab die Zielvorgabe aus, bei jedem Turnier um Medaillen mitspielen zu wollen. Bei der Europameisterschaft 2022 gewann die Nationalmannschaft um Gordon Herbert durch ein 82:69 im Spiel um den dritten Platz gegen Polen die Bronzemedaille.
Bei der in Indonesien, Japan und den Philippinen ausgerichteten Weltmeisterschaft 2023 erreichte die Nationalmannschaft erst die K.-o.-Runde, wo sie im Viertelfinale nach einem Sieg über Lettland (81:79) ins Halbfinale einzog. Dort gewann die Mannschaft von Bundestrainer Gordon Herbert in einem geschichtsträchtigen Spiel in Manila (nie zuvor waren so viele Punkte in einem WM-Halbfinale gefallen) mit 113:111 gegen die USA und zog erstmals in ein Weltmeisterschaftsfinale ein. Dort siegten die Deutschen am 10. September 2023 gegen Serbien mit 83:77 und wurden somit, im Turnier ungeschlagen, erstmals Weltmeister. Mannschaftskapitän Dennis Schröder wurde zum wertvollsten Spieler des Turniers gewählt.
Durch den Gewinn der Weltmeisterschaft hatten die Deutschen auch die Teilnahme an den Olympischen Sommerspielen 2024 sicher. Bei den Spielen in Paris erreichte die deutsche Mannschaft das Halbfinale. Dort verlor man 69:73 gegen Gastgeber Frankreich, den man in der Vorrunde des olympischen Turniers noch 85:71 geschlagen hatte. Im Spiel um den dritten Platz verloren die Deutschen gegen Serbien (83:93). Damit endete die Amtszeit von Bundestrainer Gordon Herbert.
Mitte August 2024 wurde der Spanier Álex Mumbrú als neuer Bundestrainer verpflichtet.

## Kader

### Kader Qualifikation zur Europameisterschaft 2025
| Spieler | Spieler              | Spieler           | Spieler | Spieler | Spieler  | Spieler                      |
| Nr.     | Name                 | Geburt            | Größe   | Info    | Einsätze | Verein                       |
| ------- | -------------------- | ----------------- | ------- | ------- | -------- | ---------------------------- |
|         |                      | Guards (PG, SG)   |         |         |          |                              |
| 2       | Jack Kayil           | 27.01.2006        | 1,91 m  |         | 2        | KK Mega Basket               |
| 8       | Joel Sadu Aminu      | 23.04.1997        | 1,93 m  |         | 2        | SC Rasta Vechta              |
| 11      | Nelson Weidemann     | 25.03.1999        | 1,90 m  |         | 6        | Ratiopharm Ulm               |
| 20      | Malte Delow          | 22.04.2001        | 1,98 m  |         | 3        | Alba Berlin                  |
| 44      | David Krämer         | 14.01.1997        | 1,96 m  |         | 34       | CB 1939 Canarias             |
|         |                      | Forwards (SF, PF) |         |         |          |                              |
| 19      | Kay Bruhnke          | 15.07.2001        | 2,06 m  |         | 2        | Krepšinio klubas Mažeikių    |
| 25      | Nicholas Tischler    | 18.08.2000        | 2,00 m  |         | 2        | Niners Chemnitz              |
| 28      | Dylan Osetkowski     | 08.08.1996        | 2,06 m  |         | 2        | Unicaja Málaga               |
| 32      | Johannes Thiemann    | 09.02.1994        | 2,05 m  | (C)     | 91       | Gunma Crane Thunders         |
| 43      | Christian Sengfelder | 28.02.1995        | 2,03 m  |         | 35       | Jeanne d’Arc Dijon Bourgogne |
|         |                      | Center (C)        |         |         |          |                              |
| 12      | Johann Grünloh       | 14.08.2005        | 2,09 m  |         | 0        | SC Rasta Vechta              |
| 24      | Tibor Pleiß          | 02.11.1989        | 2,15 m  |         | 107      | Pallacanestro Trapani        |

| Trainer     | Trainer          | Trainer          |
| Nat.        | Name             | Position         |
| ----------- | ---------------- | ---------------- |
| Spanien     | Álex Mumbrú      | Cheftrainer      |
| Deutschland | Klaus Perwas     | Assistenztrainer |
| Australien  | Alan Ibrahimagic | Assistenztrainer |
| Deutschland | Ralph Held       | Sportdirektor    |

| Legende                  | Legende                            |
| Abk.                     | Bedeutung                          |
| ------------------------ | ---------------------------------- |
| (C)                      | Mannschaftskapitän                 |
|                          | verletzt, weiter Teil des Turniers |
| Quellen                  |                                    |
| Teamhomepage             |                                    |
| Ligahomepage             |                                    |
| Stand: 25. November 2024 |                                    |

| Legende                  | Legende                            |
| Abk.                     | Bedeutung                          |
| ------------------------ | ---------------------------------- |
| (C)                      | Mannschaftskapitän                 |
|                          | verletzt, weiter Teil des Turniers |
| Quellen                  |                                    |
| Teamhomepage             |                                    |
| Ligahomepage             |                                    |
| Stand: 25. November 2024 |                                    |

## Rekordnationalspieler
→ Siehe auch: Liste der deutschen Basketballnationalspieler

### Meiste Einsätze
Folgende Spieler haben mindestens 100 A-Länderspiele bestritten:
| Platz | Spiele | Name               | Erstes Länderspiel (Datum/Gegner)    | Letztes Länderspiel (Datum/Gegner)  |
| ----- | ------ | ------------------ | ------------------------------------ | ----------------------------------- |
| 01    | 221    | Patrick Femerling  | 14. Juni 1996 (Kuba)                 | 15. Sep. 2009 (Kroatien)            |
| 02    | 181    | Hansi Gnad         | 23. Mai 1986 (Schweiz)               | 28. Nov. 1998 (Slowenien)           |
| 03    | 178    | Henrik Rödl        | 31. Okt. 1987 (Schweden)             | 8. Sep. 2002 (Neuseeland)           |
| 04    | 172    | Ademola Okulaja    | 19. Mai 1995 (Niederlande)           | 16. Sep. 2007 (Kroatien)            |
| 05    | 169    | Michael Pappert    | 4. Jan. 1977 (Sudan)                 | 15. Mai 1988 (Brasilien)            |
| 05    | 169    | Henning Harnisch   | 25. Apr. 1987 (England)              | 3. Dez. 1997 (Belgien)              |
| 07    | 167    | Robin Benzing      | 15. Aug. 2009 (Serbien)              | 12. Aug. 2022 (Niederlande)         |
| 08    | 166    | Stephen Arigbabu   | 5. Dez. 1990 (England)               | 16. Sep. 2007 (Kroatien)            |
| 09    | 153    | Dirk Nowitzki      | 26. Feb. 1997 (Portugal)             | 10. Sep. 2015 (Spanien)             |
| 10    | 150    | Norbert Thimm      | 7. Mai 1969 (Zentralafrik. Republik) | 20. Mai 1979 (Rumänien)             |
| 11    | 146    | Armin Andres       | 29. Dez. 1979 (Schweden)             | 18. Nov. 1992 (Portugal)            |
| 11    | 146    | Gunther Behnke     | 20. Apr. 1983 (Sowjetunion)          | 11. Juni 1995 (Frankreich)          |
| 13    | 142    | Klaus Zander       | 30. März 1975 (Niederlande)          | 5. Nov. 1987 (Bulgarien)            |
| 14    | 141    | Jan-Hendrik Jagla  | 6. Aug. 2003 (Estland)               | 11. Sep. 2012 (Aserbaidschan)       |
| 15    | 140    | Michael Koch       | 14. Feb. 1985 (Italien)              | 25. Feb. 1998 (Griechenland)        |
| 16    | 136    | Kai Nürnberger     | 19. Mai 1985 (Italien)               | 3. Juli 1999 (Türkei)               |
| 17    | 133    | Stephan Baeck      | 19. Nov. 1984 (Ungarn)               | 26. Feb. 1997 (Portugal)            |
| 18    | 131    | Steffen Hamann     | 22. Jan. 2003 (Mazedonien)           | 11. Sep. 2011 (Litauen)             |
| 19    | 130    | Armin Sowa         | 29. Dez. 1979 (Finnland)             | 10. Juli 1986 (China)               |
| 20    | 123    | Denis Wucherer     | 5. Nov. 1994 (Litauen)               | 25. Sep. 2005 (Griechenland)        |
| 21    | 122    | Pascal Roller      | 28. Mai 1999 (Russland)              | 18. Aug. 2008 (Vereinigten Staaten) |
| 22    | 121    | Sven Schultze      | 20. Feb. 2000 (Belgien)              | 11. Sep. 2011 (Litauen)             |
| 23    | 119    | Johannes Voigtmann | 10. Juli 2014 (Italien)              | noch aktiv                          |
| 24    | 118    | Lutz Wadehn        | 3. Apr. 1981 (Tschechoslowakei)      | 27. Nov. 1988 (Jugoslawien)         |
| 24    | 118    | Robert Garrett     | 24. Nov. 1999 (Italien)              | 18. Aug. 2008 (Vereinigten Staaten) |
| 24    | 118    | Niels Giffey       | 16. Juli 2013 (Slowakei)             | 10. Aug. 2024 (Serbien)             |
| 27    | 116    | Matthias Strauss   | 18. Dez. 1975 (Ungarn)               | 3. Juni 1983 (Jugoslawien)          |
| 28    | 115    | Heiko Schaffartzik | 7. Aug. 2009 (Niederlande)           | 12. Sep. 2017 (Spanien)             |
| 28    | 115    | Lucca Staiger      | 7. Aug. 2009 (Niederlande)           | 12. Sep. 2017 (Spanien)             |
| 30    | 114    | Demond Greene      | 25. Juli 2001 (Finnland)             | 2. Sep. 2010 (Jordanien)            |
| 31    | 113    | Jörg Heidrich      | 12. Aug. 1975 (Algerien)             | 30. Mai 1982 (Griechenland)         |
| 31    | 113    | Michael Jackel     | 19. Nov. 1984 (Ungarn)               | 4. Juli 1993 (Russland)             |
| 33    | 110    | Ulrich Peters      | 10. Apr. 1980 (Tschechoslowakei)     | 15. Juni 1985 (Frankreich)          |
| 34    | 107    | Maodo Lô           | 10. Juli 2014 (Italien)              | noch aktiv                          |
| 35    | 106    | Chris Welp         | 27. Apr. 1984 (Tschechoslowakei)     | 3. Dez. 1997 (Belgien)              |
| 36    | 105    | Uwe Blab           | 5. Mai 1982 (Polen)                  | 18. Nov. 1992 (Portugal)            |
| 36    | 105    | Tibor Pleiss       | 15. Aug. 2009 (Serbien)              | noch aktiv                          |
| 38    | 100    | Mithat Demirel     | 28. Mai 1999 (Russland)              | 16. Sep. 2009 (Kroatien)            |

### Meiste Punkte
Folgende Spieler haben für die deutsche Basketballnationalmannschaft die meisten Körbe erzielt:
| Platz | Name               | Punkte | Schnitt | Höchster Score |
| ----- | ------------------ | ------ | ------- | -------------- |
| 01    | Dirk Nowitzki      | 3045   | 19,90   | 47             |
| 02    | Michael Jackel     | 2167   | 19,18   | 42             |
| 03    | Hansi Gnad         | 2123   | 11,73   | 30             |
| 04    | Henning Harnisch   | 2079   | 12,30   | 28             |
| 05    | Ademola Okulaja    | 1794   | 10,43   | 25             |
| 06    | Patrick Femerling  | 1762   | 07,97   | 20             |
| 07    | Henrik Rödl        | 1749   | 09,83   | 31             |
| 08    | Dennis Schröder    | 1703   | 18,92   | 38             |
| 09    | Michael Koch       | 1630   | 11,64   | 28             |
| 10    | Robin Benzing      | 1590   | 09,52   | 27             |
| 11    | Detlef Schrempf    | 1358   | 19,13   | 39             |
| 12    | Stephan Baeck      | 1210   | 09,10   | 36             |
| 13    | Michael Pappert    | 1162   | 06,87   | 34             |
| 14    | Chris Welp         | 1144   | 10,79   | 28             |
| 15    | Heiko Schaffartzik | 1004   | 08,73   | 23             |
| 16    | Kai Nürnberger     | 909    | 06,68   | 27             |
| 17    | Uwe Blab           | 904    | 08,61   | 25             |
| 18    | Jan Jagla          | 884    | 06,27   | 25             |
| 19    | Denis Wucherer     | 856    | 06,96   | 22             |
| 20    | Stephen Arigbabu   | 834    | 05,02   | 22             |

### Meisten Punkte in einem Spiel
Folgende Spieler haben für die deutsche Basketballnationalmannschaft die meisten Punkte in einem Spiel erzielt:
| Platz | Name            | Punkte | Länderspiel (Datum/Gegner) |
| ----- | --------------- | ------ | -------------------------- |
| 01    | Dirk Nowitzki   | 47     | 24. Aug. 2006 (Angola)     |
| 02    | Dirk Nowitzki   | 43     | 9. Sep. 2002 (Spanien)     |
| 02    | David Krämer    | 43     | 25. Nov. 2024 (Schweden)   |
| 04    | Michael Jackel  | 42     | 6. Mai 1987 (Israel)       |
| 05    | Detlef Schrempf | 39     | 15. Juli 1985 (Frankreich) |
| 06    | Frank Hudson    | 38     | 18. Mai 1982 (Portugal)    |
| 06    | Dennis Schröder | 38     | 3. Juli 2022 (Polen)       |
| 08    | Detlef Schrempf | 37     | 3. Juli 1992 (Italien)     |
| 08    | Dirk Nowitzki   | 37     | 23. Aug. 2003 (Kroatien)   |
| 10    | Detlef Schrempf | 36     | 4. Aug. 1984 (Brasilien)   |
| 10    | Michael Jackel  | 36     | 5. Juni 1985 (Niederlande) |
| 10    | Detlef Schrempf | 36     | 8. Juni 1985 (Israel)      |
| 10    | Stephan Baeck   | 36     | 8. Juni 1988 (Israel)      |

### Nicht mehr vergebene Rückennummern
Am 2. September 2022 wurde im Rahmen einer Zeremonie zu Beginn der Basketball-Europameisterschaft 2022 Dirk Nowitzkis Rückennummer (#14) „zurückgezogen“. Sie wird also in Zukunft nicht mehr an deutsche Nationalspieler vergeben.

## Trainerchronik
| Zeitraum | Trainer                               | Erfolge                                                                                  |
| --- | ------------------------------------- | ---------------------------------------------------------------------------------------- |
| 1936–1942 A | Hugo Murero                           | Teilnahme Olympische Sommerspiele 1936 (15.)                                             |
| 1947–1951 | Theo Clausen                          | —                                                                                        |
| 1951–1956 | Anton Kartak                          | —                                                                                        |
| 1956–1961 | Theodor Vychodil                      | —                                                                                        |
| 1961/62 | Branimir Volfer                       | —                                                                                        |
| 1962–1968 | Yakovos Bilek                         | —                                                                                        |
| 1968 | Kurt Siebenhaar                       | —                                                                                        |
| 1968–1971 | Miloslav Kříž                         | —                                                                                        |
| 1971/72 | Theodor Schober                       | Teilnahme Olympische Sommerspiele 1972 (12.)                                             |
| 1972/73 | Dietfried Kienast                     | —                                                                                        |
| 1974–1976 | Pascal Ezguilian                      | —                                                                                        |
| 1976 | Raimondo Nonato De Azevedo            | —                                                                                        |
| 1976–1980 | Bernd Röder                           | —                                                                                        |
| 1980–1983 | Theodor Schober und Terence Schofield | Qualifikation Olympische Sommerspiele 1980 (Teilnahmeverzicht aus politischen Gründen)   |
| 1983 | Chris Lee                             | —                                                                                        |
| 1983–1986 | Ralph Klein                           | Teilnahme Olympische Sommerspiele 1984 (8.)                                              |
| 1987–1993 | Svetislav Pešić                       | Europameister 1993 Teilnahme Olympische Sommerspiele 1992 (7.)                           |
| 1994 | Dirk Bauermann                        | —                                                                                        |
| 1994–1997 | Vladislav Lučić                       | —                                                                                        |
| 1997–2003 | Henrik Dettmann                       | 4. Europameisterschaft 2001 3. Weltmeisterschaft 2002                                    |
| 2003–2011 | Dirk Bauermann                        | 2. Europameisterschaft 2005 Teilnahme Olympische Sommerspiele 2008 (10.)                 |
| 2012 | Svetislav Pešić                       | —                                                                                        |
| 2012–2014 | Frank Menz                            | —                                                                                        |
| 2014 | Emir Mutapčić                         | —                                                                                        |
| 2014–2017 | Chris Fleming                         | —                                                                                        |
| 2017–2021 | Henrik Rödl                           | Teilnahme Olympische Sommerspiele 2020 (8.)                                              |
| 2021–2024 | Gordon Herbert                        | 3. Europameisterschaft 2022 Weltmeister 2023 Teilnahme Olympische Sommerspiele 2024 (4.) |
| 2024– | Álex Mumbrú                           |                                                                                          |
| A Laut Aussage von Emil Göing fungierte er in den letzten fünf Partien von 1939 bis 1942 als Spielertrainer. Murero war formal in dieser Zeit jedoch für die Organisation des Spielbetriebs zuständig. |                                       |                                                                                          |

## Die Nationalmannschaft bei Olympischen Sommerspielen
| Jahr | Austragungsort | Austragungsland        | Teilnahme bis …    | Gegner                                    | Ergebnis  | Bemerkungen und Besonderheiten                               |
| ---- | -------------- | ---------------------- | ------------------ | ----------------------------------------- | --------- | ------------------------------------------------------------ |
| 1936 | Berlin         | Deutschland            | Zweite Trostrunde  | Tschechoslowakei                          | 15. Platz | Erste Trostrunde kampflos gegen Spanien gewonnen             |
| 1948 | London         | Vereinigtes Königreich | keine Teilnahme    | –                                         | –         |                                                              |
| 1952 | Helsinki       | Finnland               | keine Teilnahme    | –                                         | –         |                                                              |
| 1956 | Melbourne      | Australien             | keine Teilnahme    | –                                         | –         |                                                              |
| 1960 | Rom            | Italien                | nicht qualifiziert | –                                         | –         |                                                              |
| 1964 | Tokio          | Japan                  | nicht qualifiziert | –                                         | –         |                                                              |
| 1968 | Mexiko-Stadt   | Mexiko                 | nicht qualifiziert | –                                         | –         |                                                              |
| 1972 | München        | Deutschland            | Spiel um Platz 11  | Spanien                                   | 12. Platz |                                                              |
| 1976 | Montréal       | Kanada                 | nicht qualifiziert | –                                         | –         |                                                              |
| 1980 | Moskau         | Sowjetunion            | keine Teilnahme    | –                                         | –         |                                                              |
| 1984 | Los Angeles    | Vereinigte Staaten     | Spiel um Platz 7   | Australien                                | 08. Platz | Im Viertelfinale gegen die USA mit 68:111 verloren           |
| 1988 | Seoul          | Südkorea               | nicht qualifiziert | –                                         | –         |                                                              |
| 1992 | Barcelona      | Spanien                | Spiel um Platz 7   | Puerto Rico                               | 07. Platz | Im Viertelfinale gegen das Vereinte Team gescheitert (76:83) |
| 1996 | Atlanta        | Vereinigte Staaten     | nicht qualifiziert | –                                         | –         |                                                              |
| 2000 | Sydney         | Australien             | nicht qualifiziert | –                                         | –         |                                                              |
| 2004 | Athen          | Griechenland           | nicht qualifiziert | –                                         | –         |                                                              |
| 2008 | Peking         | China                  | Vorrunde           | Angola, Griechenland, Spanien, China, USA | 10. Platz |                                                              |
| 2012 | London         | Vereinigtes Königreich | nicht qualifiziert | –                                         | –         |                                                              |
| 2016 | Rio de Janeiro | Brasilien              | nicht qualifiziert | –                                         | –         |                                                              |
| 2020 | Tokio          | Japan                  | Viertelfinale      | Slowenien                                 | 08. Platz |                                                              |
| 2024 | Paris          | Frankreich             | Spiel um Bronze    | Serbien                                   | 04. Platz |                                                              |

## Die Nationalmannschaft bei Weltmeisterschaften
| Jahr | Austragungsort/land               | Teilnahme bis …    | Gegner                                                                   | Ergebnis  | Bemerkungen und Besonderheiten                                                                    |
| ---- | --------------------------------- | ------------------ | ------------------------------------------------------------------------ | --------- | ------------------------------------------------------------------------------------------------- |
| 1950 | Buenos Aires, Argentinien         | keine Teilnahme    | –                                                                        | –         |                                                                                                   |
| 1954 | Rio de Janeiro, Brasilien         | keine Teilnahme    | –                                                                        | –         |                                                                                                   |
| 1959 | Santiago de Chile, Chile          | keine Teilnahme    | –                                                                        | –         |                                                                                                   |
| 1963 | Rio de Janeiro, Brasilien         | keine Teilnahme    | –                                                                        | –         |                                                                                                   |
| 1967 | Montevideo, Uruguay               | keine Teilnahme    | –                                                                        | –         |                                                                                                   |
| 1970 | Ljubljana, Jugoslawien            | keine Teilnahme    | –                                                                        | –         |                                                                                                   |
| 1974 | San Juan, Puerto Rico             | keine Teilnahme    | –                                                                        | –         |                                                                                                   |
| 1978 | Manila, Philippinen               | keine Teilnahme    | –                                                                        | –         |                                                                                                   |
| 1982 | Cali, Kolumbien                   | keine Teilnahme    | –                                                                        | –         |                                                                                                   |
| 1986 | Madrid, Spanien                   | Vorrunde           | China, Elfenbeinküste, Puerto Rico, Italien, USA                         | –         | Aus wegen schlechteren Korbverhältnisses                                                          |
| 1990 | Buenos Aires, Argentinien         | keine Teilnahme    | –                                                                        | –         |                                                                                                   |
| 1994 | Toronto, Kanada                   | Spiel um Platz 11  | Brasilien                                                                | 12. Platz |                                                                                                   |
| 1998 | Athen, Griechenland               | keine Teilnahme    | –                                                                        | –         |                                                                                                   |
| 2002 | Indianapolis, Vereinigte Staaten  | Spiel um Platz 3   | Neuseeland                                                               | 03. Platz | im Halbfinale gegen Argentinien verloren (80:86); Dirk Nowitzki wird zum MVP des Turniers gewählt |
| 2006 | Japan                             | Spiel um Platz 7   | Litauen                                                                  | 08. Platz | im Viertelfinale gegen die USA verloren (65:85)                                                   |
| 2010 | Türkei                            | Vorrunde           | Angola, Argentinien, Australien, Serbien, Jordanien                      | 17. Platz | gleiche Punktzahl wie Angola, mehr Körbe, weniger Gegentreffer, aber Direktvergleich verloren     |
| 2014 | Spanien                           | nicht qualifiziert | –                                                                        | –         |                                                                                                   |
| 2019 | China                             | Vorrunde           | Frankreich, Dominikanische Republik, Jordanien                           | 18. Platz |                                                                                                   |
| 2023 | Philippinen, Japan und Indonesien | Finale             | Japan, Australien, Finnland, Georgien, Slowenien, Lettland, USA, Serbien | 01. Platz | Finalsieg gegen Serbien (83:77); Dennis Schröder wird zum MVP des Turniers gewählt                |

## Die Nationalmannschaft bei Europameisterschaften
| Jahr | Austragungsort/land                                                                                             | Teilnahme bis …         | Gegner                                                        | Ergebnis  | Bemerkungen und Besonderheiten                     |
| ---- | --- | ----------------------- | ------------------------------------------------------------- | --------- | -------------------------------------------------- |
| 1935 | Genf, Schweiz                                                                                                   | keine Teilnahme         | –                                                             | –         |                                                    |
| 1937 | Riga, Lettland                                                                                                  | keine Teilnahme         | –                                                             | –         |                                                    |
| 1939 | Kaunas, Litauen                                                                                                 | keine Teilnahme         | –                                                             | –         |                                                    |
| 1946 | Genf, Schweiz                                                                                                   | keine Teilnahme         | –                                                             | –         |                                                    |
| 1947 | Prag, Tschechoslowakei                                                                                          | keine Teilnahme         | –                                                             | –         |                                                    |
| 1949 | Kairo, Ägypten                                                                                                  | keine Teilnahme         | –                                                             | –         |                                                    |
| 1951 | Paris, Frankreich                                                                                               | Classification Round II | Finnland, Österreich                                          | 12. Platz |                                                    |
| 1953 | Moskau, Russland                                                                                                | Classification Round II | Libanon, Rumänien                                             | 14. Platz | Als gesamtdeutsche Mannschaft mit Spielern der DDR |
| 1955 | Budapest, Ungarn                                                                                                | Classification Round II | Dänemark                                                      | 17. Platz |                                                    |
| 1957 | Sofia, Bulgarien                                                                                                | keine Teilnahme         | –                                                             | –         |                                                    |
| 1959 | Istanbul, Türkei                                                                                                | keine Teilnahme         | –                                                             | –         |                                                    |
| 1961 | Belgrad, Jugoslawien                                                                                            | Classification Round II | Spanien, Niederlande                                          | 16. Platz |                                                    |
| 1963 | Breslau, Polen                                                                                                  | nicht qualifiziert      | –                                                             | –         |                                                    |
| 1965 | Moskau und Tiflis, Sowjetunion                                                                                  | Spiel um Platz 13       | Rumänien                                                      | 14. Platz |                                                    |
| 1967 | Helsinki und Tampere, Finnland                                                                                  | nicht qualifiziert      | –                                                             | –         |                                                    |
| 1969 | Neapel, Italien                                                                                                 | nicht qualifiziert      | –                                                             | –         |                                                    |
| 1971 | Essen und Böblingen, Deutschland                                                                                | Spiel um Platz 9        | Frankreich                                                    | 09. Platz |                                                    |
| 1973 | Barcelona, Spanien                                                                                              | nicht qualifiziert      | –                                                             | –         |                                                    |
| 1975 | Belgrad, Jugoslawien                                                                                            | nicht qualifiziert      | –                                                             | –         |                                                    |
| 1977 | Liege, Belgien                                                                                                  | nicht qualifiziert      | –                                                             | –         |                                                    |
| 1979 | Gorizia, Italien                                                                                                | nicht qualifiziert      | –                                                             | –         |                                                    |
| 1981 | Bratislava, Havírov und Prag, Tschechoslowakei                                                                  | Classification Round    | England, Frankreich, Griechenland                             | 10. Platz |                                                    |
| 1983 | Limoges, Caen und Nantes, Frankreich                                                                            | Spiel um Platz 7        | Jugoslawien                                                   | 08. Platz |                                                    |
| 1985 | Karlsruhe, Leverkusen und Stuttgart, Deutschland                                                                | Spiel um Platz 5        | Frankreich                                                    | 05. Platz |                                                    |
| 1987 | Athen, Griechenland                                                                                             | Spiel um Platz 5        | Italien                                                       | 06. Platz |                                                    |
| 1989 | Zagreb, Jugoslawien                                                                                             | nicht qualifiziert      | –                                                             | –         |                                                    |
| 1991 | Rom, Italien | nicht qualifiziert      | –                                                             | –         |                                                    |
| 1993 | Karlsruhe, Berlin und München, Deutschland                                                                      | Finale                  | Russland                                                      | 01. Platz | Christian Welp wird zum MVP des Turniers gewählt   |
| 1995 | Athen, Griechenland                                                                                             | Vorrunde                | Litauen, Italien, Schweden, Israel, Griechenland, Jugoslawien | 10. Platz |                                                    |
| 1997 | Badalona und Barcelona, Spanien                                                                                 | Vorrunde                | Spanien, Kroatien, Ukraine                                    | 12. Platz |                                                    |
| 1999 | Frankreich | Spiel um Platz 7        | Türkei                                                        | 07. Platz |                                                    |
| 2001 | Ankara, Antalya und Istanbul, Türkei                                                                            | Spiel um Platz 3        | Spanien                                                       | 04. Platz |                                                    |
| 2003 | Schweden | Elimination Round       | Italien                                                       | 09. Platz |                                                    |
| 2005 | Serbien und Montenegro                                                                                          | Finale                  | Griechenland                                                  | 02. Platz | Dirk Nowitzki wird zum MVP des Turniers gewählt    |
| 2007 | Spanien | Spiel um Platz 5        | Kroatien                                                      | 05. Platz |                                                    |
| 2009 | Polen | Zwischenrunde           | Frankreich, Russland, Griechenland, Kroatien, Mazedonien      | 11. Platz |                                                    |
| 2011 | Litauen | Zwischenrunde           | Spanien, Frankreich, Litauen, Serbien, Türkei                 | 09. Platz |                                                    |
| 2013 | Slowenien | Vorrunde                | Frankreich, Ukraine, Belgien, Großbritannien, Israel          | 17. Platz |                                                    |
| 2015 | Endrunde: Frankreich, Vorrunde: Diverse                                                                         | Vorrunde                | Island, Serbien, Türkei, Italien, Spanien                     | 18. Platz | Vorrunde in Berlin                                 |
| 2017 | Endrunde: Cluj-Napoca, Rumänien, Helsinki, Finnland, Tel Aviv, Israel, und Istanbul, Türkei. Vorrunde: Istanbul | Viertelfinale           | Spanien                                                       | 06. Platz |                                                    |
| 2022 | Endrunde: Deutschland, Vorrunde: Diverse                                                                        | Spiel um Platz 3        | Polen                                                         | 03. Platz | Vorrunde in Köln, Finalrunde in Berlin             |